# Диксон, Скотт
Скотт Рональд Ди́ксон (англ. Scott Ronald Dixon; родился 22 июля 1980 года в Брисбене, Австралия) — новозеландский автогонщик; шестикратный чемпион серии IndyCar Series; победитель Indy 500 (2008) и 24 часов Дайтоны (2006, 2015 и 2020); чемпион серии Indy Lights (2000), пилот 24 часов Ле-Мана (2016—2019).

## Общая информация
Скотт родился в семье новозеландцев Рона и Гленис Диксонов (оба в своё время участвовали в региональных гонках по земляному треку). Вскоре после этого события семейство переехало в Окленд.
В феврале 2008 года Диксон женился на Эмме Дэвис (бывшей чемпионке Уэльса и Великобритании в беге на 800 метров). Ныне у пары двое детей: дочери Поппи (род. 2009) и Тилли (род. 2011).

## Спортивная карьера
Ранние годы
Начал карьеру в картинге в возрасте 7 лет, где смог добиться таких результатов, что специальным решением новозеландской автомобильной федерации получил права уже в 13 лет.
Одним из поворотных моментов в его карьере стало участие в гонке на трассе Pukekohe Park Raceway в моносерии Nissan Sentra. Широкую известность получил эпизод, в котором Диксон, после собственной ошибки, пытался вернуться в гонку, перевернув лежащую на крыше собственную машину. Руководители соответствующей национальной программы обратили внимание на паренька с привязанной к спине подушкой (так было проще достать до педалей), борющегося с перевёрнутой машиной.
В 1994 году Скотт выигрывает первенство новозеландской Формулы-Ви и становится вице-чемпионом в местном чемпионате Формулы-Форд (Класс 2). В 1995 году он выигрывает этот чемпионат, одержав 13 побед в 14 гонках. В 1996 году он переходит в класс 1 этого чемпионата и также выигрывает его. В 1997 году, при спонсорской поддержке Кристофера Вингейта, новозеландец вместе со своим наставником Кенни Смитом переезжает в Австралию для участия в местном чемпионате Формулы-Холден. В дебютный год Диксон завоёвывает звание новичка года и финиширует третьим в общем зачёте серии, выступая за команду Ralt Australia на шасси Reynard. Этот результат позволил Скотту заинтересовать в своих услугах одного из фаворитов серии — команду SH Racing.
В эти же сроки сумма вложений в карьеру новозеландца перевалила за $250 000. Вингейт организовал компанию Scott Dixon Motorsport (SDMS) для сохранения нужного уровня финансирования карьеры новозеландца в течение следующих лет. В 1998 году Скотт выигрывает первенство Формулы-Холден. На сезон-1999 он получает предложения от команд серии V8 Supercars, но предпочитает отправиться в Северную Америку — в серию Indy Lights.
1999-2002
На средства SDMS Скотт переезжает в 1999-м в США и договаривается о тестах в Indy Lights. Во время предсезонной тестовой сессии в Себринге он уже на 8-м круге устанавливает новый рекорд трассы. В итоге удаётся подписать контракт с одним из прошлогодних лидеров серии — командой Johansson Motorsports. Диксон весь сезон был быстр; в Чикаго даже смог с поул-позиции выиграть гонку, но 5 сходов по ходу того сезона отбросили его лишь на пятое место в общем зачёте, в 42 очках позади чемпиона серии того сезона Ориоля Сервии из Испании.
В 2000-м Скотт закрепляет успех прошлого года. Перейдя в команду PacWest Lights он выигрывает 6 из 12 гонок сезона и уверенно побеждает в чемпионате. После удачного сезона в Indy Lights PacWest Racing перевела Диксона в свою команду в основном первенстве — в серии CART. Партнёром новозеландца выступил многоопытный пилот из Бразилии — тридцативосьмилетний Маурисио Гужельмин.
Скотт лидировал уже в своей первой гонке — в мексиканском Фундидора-парк. Двумя гонками позже — на первом же официальном старте на трассе овального типа — в Пенсильвании на Nazareth Speedway — новозеландец одерживает свою первую победу на этапе серии. В тот момент Скотту было 20 лет, 9 месяцев и 14 дней — столь юные пилоты не побеждали на этапах «чампкаровских» первенств с 1949 года, когда гонку чемпионата AAA в калифорнийском дель Маре. Новозеландец в том чемпионате провёл все 20 гонок и 11 раз в них попадал в очки. Диксон проехал 2,521 круг во всех гонках сезона из 2,610 возможных. По итогам сезона ему был вручён приз Джима Трумэна как лучшему новичку серии. Дебютный чемпионат закончился на 8-й позиции.
На следующий год Скотт остаётся в PacWest, однако команда с самого начала сезона испытывала финансовые проблемы и после этапа в Мотеги освободила своих пилотов от контрактных обязательств. Однако на этом карьера новозеландца в серии не закончилась — при поддержке Toyota он переходит в Target Chip Ganassi Racing, где для него специально выставляется третья машина. До конца года Скотт 10 раз финиширует в Top10 (лучший результат — второе место на этапе в Денвере), заканчивая чемпионат на 13-й строчке.
2003-05. Первые годы в IRL IndyCar
Перед началом сезона-2003 Чип Ганасси поддержал Penske и Andretti-Green Racing, закрыв команду в серии CART и полностью сосредоточившись на участии в Indy Racing League. Одним из пилотов, кому дали возможность сесть за руль в той команде стал Скотт.
Диксон выигрывает стартовый этап сезона-2003 в Хоумстеде, после чего следует серия неудачных результатов — включая аварию в Мотеги, где новозеландец серьёзно повреждает руку. В дальнейшем всё выправляется — Скотт даже устанавливает рекорд серии по числу последовательных кругов лидирования — начав за 83 круга до финиша на этапе в Pikes Peak, он пролидировал весь этап в Ричмонде и только по итогам 54-го круга в Канзасе был смещён с первой строчки в протоколе гонки.
В том сезоне новозеландец 9 раз финиширует в Top5 и в последней гонке вырывает чемпионский титул. Поскольку Диксон имел опыт гонок серии CART это автоматически не означало титул лучшего новичка серии того года.
В межсезонье Скотт и вся команда понесла тяжёлую утрату — в аварии на тестах в Индианаполисе разбился близкий друг новозеландца — американец Тони Ренна (Чип подписал с ним контракт основного пилота на сезон-2004).
В 2004—2005 годах команду преследовали бесконечные проблемы с техникой. Параллельно явно стал проигрывать конкурентам силовой агрегат, поставляемый Toyota. Скотт и его тогдашние партнёры Даррен Мэннинг и Райан Бриско постоянно попадали в различные аварии. Впрочем, к концу сезона-2005 всё стало понемногу выправляться — Диксон, который к тому моменту был на грани увольнения из команды, смог одержать в Уоткинс-Глене свою первую за 39 стартов победу и, в итоге, убедил Ганасси продлить с ним контракт.
2006-08. Диксон и Уэлдон
В 2006-м в команде многое изменилось — Чип переманил у конкурентов из AGR Дэна Уэлдона, а сама серия по факту перешла на монодвигатель — производства Honda.
К новозеландцу вновь вернулась стабильность — за весь сезон он лишь дважды не попад в Top10 на финише и смог одержать сразу две победы (причем одна из побед была одержана в Уокинс-Глене — первой в истории серии дождевой гонке). Перед последней гонкой сезона Скотт, наряду с тем же Уэлдоном, Хорнишем и Кастроневесем, числился в претендентах на титул, но лишь формально — конкуренты должны были выступить крайне неудачно, чтобы он мог завоевать титул. В итоге Диксон финишировал в той гонке в Чикаголенде вторым, что позволило ему завершить чемпионат на 4-й строчке. Гонку выиграл его партнёр по команде, но ему это тоже не помогло — благодаря третьему месту титул завоевал Сэм Хорниш. Кроме того в том году Скотт заканчивает 2,504 из 2,510 кругов по ходу гонок сезона и становится единственным пилотом, финишировавшим на каждом этапе.
В 2007 году для новозеландца уже не было соперников в своей команде — Уэлдон выступает на порядок нестабильнее, а Диксон гонку за гонкой финиширует в Top5, хотя и не может выиграть. Наконец в Уокинс-Глене он наконец одерживает первую победу (третий год подряд финишируя первым на нью-йоркской трассе), после чего выигрывает также гонки в Нэшвиле и Мид-Огайо. Серия прервалась в Мичигане — новозеландец попадает в массовый завал, спровоцированный Уэлдоном и Франкитти. Тот сход прерывает серию из 28 последовательных финишей для новозеландца.

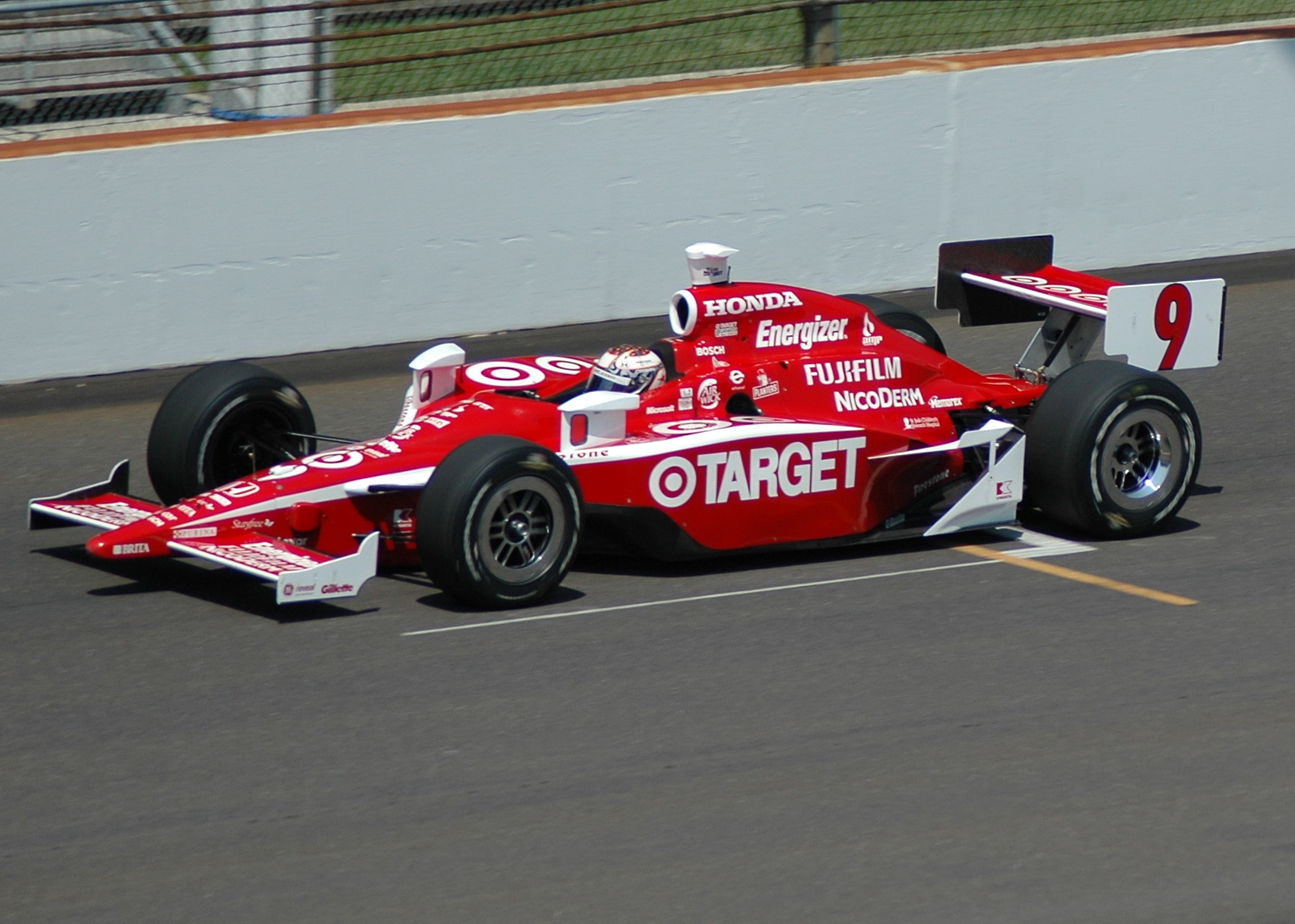
Тренировка перед Indy 500 2007 года.

В итоге перед последним этапом новозеландец вновь является одним из претендентов на чемпионский титул, но на этот раз ему надо просто опередить в гонке единственного конкурента (коим являлся всё тот же Дарио Франкитти), чтобы завоевать второй в карьере титул. Это почти удаётся — он лидирует незадолго до финиша, но Дарио лучше сберегает топливо в конце гонки, а Скотт останавливается на финишном круге с опустевшим баком. Франкитти выигрывает финальный этап сезона и берёт чемпионский титул.
В 2008-м Франкитти покидает серию. тем самым чуть упрощая выигрыш титула для новозеландца. Диксон всё также сверхстабилен и, за исключением единичного провала в Сент-Питерсберге, не даёт усомниться в своём превосходстве перед конкурентами. В конце мая Скотт выигрывает свою первую гонку Indy 500. По ходу сезона новозеландец устанавливает свой собственный рекорд, по числу выигранных гонок в серии за сезон (помимо Индианаполиса были одержаны победы в Хоумстеде, Техасе, Нэшвиле, Эдмонтоне и Кентукки) и относительно быстро доводит свой отрыв от ближайшего конкурента в чемпионате до значительного. В итоге, даже смазав финишный отрезок сезона (одна только ошибка с тактикой в Сономе обошлась в существенное сокращение отрыва в чемпионской гонке), он тем не менее уверенно выигрывает сезон, завершив его эффектным вторым местом в Чикаголенде, где только на фотофинише удалось разглядеть те 0.0033 секунды, что отделили его от победы.
По ходу того сезона Диксон побил несколько рекордов: например, стал самым побеждающим пилотом команды Ганасси (сместив Алессандро Дзанарди); пролидировав по ходу года 869 кругов он поставил новый рекорд серии по этому показателю. У всего этого однако оказалась и оборотная сторона — его партнёр по команде Дэн Уэлдон на фоне этих двух лет новозеландца, даже несмотря на два своих 4-х места в чемпионате, был не продлён на сезон-2009. Чип предпочёл подписать в партнёры к Диксону Дарио Франкитти, вернув его в серию после неудачного сезона шотландца в NASCAR.
Успехи Диксона отметили и на родине — он получил звание «Новозеландский спортсмен года 2008». Также Скотт попал в число лишь пяти избранных персон мира моторов (наряду с Денни Халмом, Брюсом Маклареном, Айваном Могером и Хью Андерсоном) кто был удостоен чести быть изображённым на специальной серии марок новозеландской почты.
2009-13. Франкитти и Диксон
В 2009 году Скотт весь сезон борется за титул с Франкитти и Бриско и вновь борьба за титул сводится к последней гонке. Новозеландец уступает обоим прямым конкурентам, но задела на предыдущих этапах хватает для второго места в чемпионате. В целом по сезону стали проявятся проблемы на дорожных трассах — три худших гонки (16-е место в Лонг-Бич, 15-е — в Сент-Питерсберге и 13-е в Сономе) были проведены именно там. По итогам сезона Диксон ещё на 5 побед улучшил своё достижение по числу выигранных гонок в рамках серии, сделав его самым успешным пилотом чемпионата по этому показателю.
В 2010-м новозеландец впервые за долгое время выпал из борьбы за титул задолго до финальных этапов. В итоге конец сезона свёлся к борьбе за 3-е место в чемпионате с Элио Кастроневесем, что и было успешно выполнено, благодаря победе в финальной гонке сезона. Одним из слагаемых спада в чемпионате стали лишь девять финишей в Top5 (при трёх победах). В следующие два сезона Диксона вновь подводит одна из некогда ключевых частей его сезона — этапы на трассах дорожного типа: локальные неудачи каждый раз отбрасывают его на третье место в личном зачёте и если в 2011 году место в тройке призёров было взято с достаточным запасом, то в 2012 году Кастроневес отстал от него лишь на четыре балла. В том же году Скотт впервые со своего последнего чемпионского сезона жо последних кругов борется на победу в Indy 500, уступая лишь своему партнёру по команде Дарио Франкитти. В том же 2012 году Диксон проявил универсальность своего гоночного таланта, без серьёзного спада в результатах пережив смену шасси (чего не смог добиться более опытный шотландец).
2013 год не нёс особых изменений, в сравнении с предыдущими сезонами: в чемпионате достаточно быстро определился явный фаворит — Элио Кастроневес — заметно опережавший всех соперников по стабильности финишей, а Скотт вновь боролся лишь в группе его преследователей. Бразилец, впрочем, опять проиграл чемпионскую гонку: локальные проблемы с надёжностью заставили его потерять очень большой отрыв в личном зачёте, а Диксон, несмотря на несколько локальных неудач (необязательный штраф за нарушение процедуры пит-стопа в Сономе и столкновение с Уиллом Пауэром в Балтиморе), оказался единственным, кто догнал и перегнал бразильца, а пятое место на финале сезона в Фонтане гарантировало новозеландцу первый за пять лет титул. Спурт конца сезона оказался возможным и благодаря усилиям мотористов: обновления Honda позволили японцам сократить преимущество Chevrolet.
2014-17
В 2014 году Скотт не сумел защитить титул. Он одержал две победы под конец сезон: на Мид-Огайо и в Сономе. По итогам сезона Скотт занял 3-е место.
Сезон 2015 года Диксон начал с 15-е места в гонке в Сент-Питерсберге. Первую победу в сезоне он одержал в третьей гонке сезона на Гран-при Лонг-Бич после старта с третьей позиции. Скотт сумел выйти в лидеры после первого пит-стопа и удержал обладателя поул-позиции Элио Кастроневеса позади себя. Завоевал вторую поул-позицию в 500 миль Индианаполиса в своей карьере. Гонка запомнилась битвой за лидерство между Хуаном Пабло Монтойей, Уиллом Пауэром и самим Скоттом на последних 15 кругах гонки, в итоге победу одержал Монтойя, а сам Скотт финишировал лишь 4-м. Затем занял 5-е в первой гонке в Детройте в переменных условиях, которая была сокращена из-за погодных условий, а во второй гонке вновь в переменных условиях не смог добраться до финиша, так как столкнулся со своим напарником Чарли Кимбеллом. Однако уже в следующей гонке на овале в Техасе одержал вторую победу в сезоне, лидируя 97 из 248 кругов. В дальнейшем в сезоне Скотт стабильно финишировал в топ-10, за исключением в гонке в Айове (финишировал 18-м). К последнему этапу в Сономе, Диксон сохранял шансы на титул и занимал 3-е место в личном зачете, имея 453 очка, отставая от Грэма Рэйхала (466 очков), и Хуана Пабло Монтойи (500 очков). По ходу последней гонки сезона Монтойя столкнулся со своим напарником Уиллом Пауэром, Рэйхал же допустил разворот — ошибки соперников позволили Скотту одержать победу. Монтойя финишировал только 6-м. По итогам сезона Диксон и Монтойя набрали одинаковое количество очков (556), однако Диксон одержал три победы за сезон против двух у Монтойи, что позволило Скотту оформить четвёртый чемпионский титул в IndyCar Series.
В следующем сезоне Скотт не сумел защитить титул — он выиграл лишь две гонки на овале в Фениксе и на Уоткинс-Глен и закончил сезон на 6-м месте, что стало худшем результатом за последние 10 лет карьеры в IndyCar, когда впервые он не смог закончить сезон в тройке лидеров.
Сезон 2017 года Скотт начал с пяти подряд финишей в топ-5, включая три подиума. Завоевал третью поул-позицию в 500 миль Индианаполиса в своей карьере, однако выбыл из гонки на 53 круге после серьёзной аварии — Джей Хауэрд потерял контроль над своей машиной, врезался в барьер и затем отскочил от него и столкнулся с машиной Диксона. Машина Диксона после столкновения взлетела в воздух, перевернулась и затем ударилась задней частью о защитный барьер. От удара задняя часть машины была оторвана и разрушена, усеяв обломками трассу, что вызвало остановку гонки. Несмотря на силу удара, обошлось без серьёзных травм — оба участника аварии смогли самостоятельно выбраться из кокпитов. На следующем этапе в Детройте занял второе место в первой гонке и шестое во второй, что позволило ему выйти в лидеры чемпионата. В Техасе на протяжении всей гонки сражался за победу, однако вновь попал в аварию — Такума Сато потерял контроль над своей машиной и задел машину Диксона. Затем одержал первую победу в сезоне на Роуд Америка и упрочил лидерство в чемпионате. Однако во второй половине сезона Скотт потерял лидерство в чемпионате, так как не сумел одержать ни одной победы в дальнейшем, в отличие от основных соперников в борьбе за титул — Джозефа Ньюгардена, Симона Пажено и Элио Кастроневеса. Тем не менее, перед последней гонкой шёл на втором месте, отставая на 3 очка от текущего лидера Джозефа Ньюгардена. В Сономе победу одержал Симон Пажено, что ему позволило обогнать в зачете Скотта, а закончивший гонку вторым Джозеф выиграл титул, сам же Скотт занял лишь четвёртое место и занял лишь 3-е место в чемпионате.
2018-21
Перед сезоном 2018 года было объявлено, что PNC Bank станет новым постоянным спонсором Диксона. Скотт начал сезон с 6-го места в Сент-Питерсберге. Впервые в сезоне поднялся на подиум на Гран-при Индианаполиса, заняв 2-е место. На 500 миль Индианаполиса занял 3-е место. Первую победу в сезоне одержал в первой гонке в Детройте. Вторую победу в сезоне Скотт одержал на овале в Техасе, доминировав в гонке, лидируя 119 из 248 кругов. Эта победа позволила Скотту впервые в сезоне выйти в лидеры чемпионата. Одержал победу на улицах Торонто, после того как основные его соперники за титул допускали ошибки — либо сталкивались между собой, либо сталкивались со стеной. На предпоследнем этапе в Портленде Скотт попал в массовую аварию на первом круге, однако сумел продолжить гонку и финишировал 5-м, впереди своего основного соперника а борьбе за титул - Александра Росси, который финишировал только 8-м. Перед финальным этапом в Сономе Скотт лидировал в личном зачете, опережая Росси на 29 очков. В финальной гонке сезона Скотт финишировал вторым, а Росси только седьмым, что позволило Скотту оформить пятый чемпионский титул.
Скотт завершил сезон 2019 года на четвёртом месте, одержав две победы во второй гонке в Детройте и на Мид-Огайо.
Сезон 2020 года, начало которого было отложено из-за пандемии COVID-19, Скотт начал с трёх побед подряд: в Техасе, на гран-при Индианаполиса и в первой гонке на Роуд Америка. Стартовал со второго места в 500 миль Индианаполиса, уступив поул только Марко Андретти. Лидировал большую часть гонки, однако упустил победу на финальном отрезке, когда за 28 кругов до финиша его обогнал Такума Сато. В первой гонке на овале «Гейтвей» Скотт одержал четвертую победу в сезоне и 50-ю в карьере в IndyCar. К последней гонке в сезоне в Сент-Питерсберге Диксон сохранял лидерство в общем зачете, имея отрыв в 32 очка от Джозефа Ньюгардена. В финальной квалификации занял 11-е место, в то время как его соперник - 8-е. В гонке, которая изобиловала авариями, Джозеф прорвался вперед и одержал победу, однако Скотт избежал ошибок в гонке и сумел прорваться до третьего места и оформил 6-й чемпионский титул. В течение всего сезона Скотт ни разу не уступил лидерство в личном зачете, и таким образом взял уникальное достижение - последний раз такое совершил Сэм Хорниш в 2001 году.
В сезоне 2021 года Скотт впервые со времён участия Дарио Франкитти в команде Chip Ganassi столкнулся с конкуренцией в команде. Его напарники Алекс Палоу и Маркус Эрикссон одерживали победы и участвовали в сражении за титул. В первой гонке в Алабаме сезона Диксон финишировал третьи, в то время как Палоу одерживает победу. Первую и единственную победу в сезоне Диксон одержал в первой гонке на овале в Техасе, которая для него стала пятой на этом овале. Завоевал четвёртую поул-позицию в 500 миль Индианаполиса, и считался главным фаворитом гонки, однако на 31 круге у него закончилось топливо, и на пит-лейне машина Скотта заглохла. Потеряв круг относительно лидера, Скотт оставшуюся часть гонки прорывался вверх, и финишировал 17-м. В гонке на улицах в Нашвилле, которая два раза прерывалась красными флагами из-за аварий, Диксон финишировал на втором месте, позади Маркуса Эрикссона. На овале «Гейтвей» попал в аварию с Ринусом Викеем и Алексом Палоу. Несмотря на третье место в Портленде, Диксон потерял шансы на титул после предпоследней гонки на Лагуна Сека, где финишировал только 13-м. В последней гонке в Лонг-Бич Скотт вновь финиширует на подиуме, на третьем месте, впереди Алекса Палоу, который завоевал титул по итогам сезона. Сам Диксон занял только четвёртое место.
Прочие серии
В 2004 году, при поддержке BMW, Диксон пробовал свои силы на тестах команды Williams F1 (немецко-британский альянс искал замену уходящему в McLaren Хуану Пабло Монтойе) в Поль Рикаре и Каталунье. Обе стороны вполне удовлетворились увиденным, однако более новозеландец за рулём машины ни Williams F1, ни позднее BMW Sauber не появлялся.
Новозеландец периодически появляется в североамериканских сериях спортпрототипов (в частности в ALMS и Rolex Sports Car Series) в качестве дополнительного пилота на марафонских этапах. Дебют в ALMS состоялся в 1999 году: Диксон вместе со Стефаном Юханссоном и Джимом Мэттьюсом пилотировал Ferrari 333 SP в рамках Petit Le Mans. Экипаж не смог закончить гонку, преодолев только 225 кругов. Спустя 9 лет новозеландец на трёх этапах пилотировал прототип Acura команды Жиля де Феррана. Участие в Rolex Sports Car Series во многом связано с выступлением за Chip Ganassi Racing: Чип также держал команду в этой серии и, частично из экономии средств, привлекал для участия в 24 часах Дейтоны всех пилотов из подконтрольных ему команд в различных сериях. С 2004 года Диксон регулярно выступает за его команду в марафоне на Daytona International Speedway. В 2006 годом Диксон одержал первую победу в 24 часах Дейтоны в экипаже с Дэном Уэлдоном и Кейси Мирзом. В дальнейшем одержал ещё три победы, две были одержаны в абсолютном зачете, в 2015 и 2020 года. В 2015 году Скотт участвовал в составе команды Chip Ganassi в классе прототипов, где его напарниками были Тони Канаан, Кайл Ларсон и Джейми Макмюррей; в 2020 году - а составе Konica Minolta Cadillac в классе DPi (Прототипы Дейтоны) в экипаже с Райаном Бриско, Камуи Кобаяси и Ренгером ван дер Занде. В 2018 году Скотт одержал победу в 24 часах Дейтоны в классе GTLM в составе команды Chip Ganassi, напарниками по команде были Райан Бриско и Ричард Уэстбрук.
Скотт четыре раза принимал участие в гонке 24 часа Ле-Мана (2016-2019). Лучшим результатом стало 3-е место в классе LMGTE Pro в 2016 году.
Новозеландец пробовал свои силы и в гонках туринговой техники: в 2010 году семейство Келли привлекла его в свою команду на сдвоенный этап на городской трассе в Год-Косте.

## Статистика результатов в моторных видах спорта
| 1994    | Новозеландская Формула-Ви             | н/д                                      | 10         | н/д        | н/д        | н/д        | н/д        | 1-й        |
| 1994    | Новозеландская Формула-Форд (класс B) | н/д                                      | н/д        | н/д        | н/д        | н/д        | н/д        | 2-й        |
| 1995    | Новозеландская Формула-Форд (класс B) | н/д                                      | н/д        | н/д        | н/д        | н/д        | н/д        | 1-й        |
| 1996    | Новозеландская Формула-Форд           | н/д                                      | н/д        | н/д        | н/д        | н/д        | н/д        | 1-й        |
| 1997    | Формула-Холден                        | н/д                                      | 14         | 0          | н/д        | н/д        | 125        | 3-й        |
| 1998    | Формула-Холден                        | SH Racing                                | 10         | 5          | н/д        | н/д        | 160        | 1-й        |
| 1998    | Гран-при Новой Зеландии Ф-Холден      | н/д                                      | 1          | н/д        | н/д        | н/д        |            | 2-й        |
| 1999    | Гран-при Новой Зеландии Ф-Холден      | н/д                                      | 1          | н/д        | н/д        | н/д        |            | 2-й        |
| 1999    | CART Indy Lights                      | Johansson Motorsports                    | 12         | 1          | 1          | 0          | 88         | 5-й        |
| 1999    | ALMS (класс LMP)                      | Doran Lista Racing / Jim Matthews Racing | 1          | 0          | 0          | 0          | 0          | НК         |
| 2000    | CART Indy Lights                      | PacWest Lights                           | 12         | 6          | 1          | 5          | 155        | 1-й        |
| 2001    | CART                                  | PacWest Racing                           | 20         | 1          | 0          | 0          | 98         | 8-й        |
| 2002    | CART                                  | PacWest Racing Chip Ganassi Racing       | 19         | 0          | 0          | 0          | 97         | 13-й       |
| 2003    | IRL IndyCar                           | Chip Ganassi Racing                      | 16         | 3          | 5          | 3          | 507        | 1-й        |
| 2004    | Формула-1                             | Williams F1                              | тест-пилот | тест-пилот | тест-пилот | тест-пилот | тест-пилот | тест-пилот |
| 2004    | IRL IndyCar                           | Chip Ganassi Racing                      | 15         | 0          | 0          | 0          | 355        | 10-й       |
| 2004    | RSCS (класс DP)                       | Chip Ganassi Racing                      | 2          | 0          | 1          | н/д        | 55         | 45-й       |
| 2004    | IROC                                  |                                          | 4          | 0          | 0          | н/д        | 26         | 10-й       |
| 2005    | IRL IndyCar                           | Chip Ganassi Racing                      | 17         | 1          | 0          | 1          | 321        | 13-й       |
| 2005    | RSCS (класс DP)                       | Chip Ganassi Racing                      | 1          | 0          | 0          | н/д        | 25         | 77-й       |
| 2006    | IRL IndyCar                           | Chip Ganassi Racing                      | 14         | 2          | 1          | 3          | 460        | 4-й        |
| 2006    | RSCS (класс DP)                       | Chip Ganassi Racing                      | 2          | 1          | 0          | н/д        | 63         | 63-й       |
| 2007    | IRL IndyCar                           | Chip Ganassi Racing                      | 17         | 4          | 2          | 1          | 624        | 2-й        |
| 2007    | RSCS (класс DP)                       | Chip Ganassi Racing                      | 1          | 0          | 0          | н/д        | 10         | 115-й      |
| 2008    | IndyCar Series                        | Chip Ganassi Racing                      | 17         | 6          | 7          | 2          | 646        | 1-й        |
| 2008    | Nikon Indy 300                        | Chip Ganassi Racing                      | 1          | 0          | 0          | 0          |            | 2-й        |
| 2008    | ALMS (класс LMP2)                     | de Ferran Motorsports                    | 1          | 0          | 0          | 0          | 18         | 17-й       |
| 2008    | RSCS (класс DP)                       | Chip Ganassi Racing                      | 1          | 0          | 0          | 0          | 13         | 85-й       |
| 2009    | IndyCar Series                        | Chip Ganassi Racing                      | 17         | 5          | 2          | 5          | 605        | 2-й        |
| 2009    | ALMS (класс LMP1)                     | de Ferran Motorsports                    | 2          | 0          | 1          | 0          | 12         | 18-й       |
| 2009    | RSCS (класс DP)                       | Chip Ganassi Racing                      | 1          | 0          | 0          | 0          | 26         | 50-й       |
| 2010    | IndyCar Series                        | Chip Ganassi Racing                      | 17         | 3          | 0          | 2          | 547        | 3-й        |
| 2010    | V8 Supercars                          | Kelly Racing                             | 2          | 0          | 0          | 0          | 0          | НК         |
| 2010    | RSCS (класс DP)                       | Chip Ganassi Racing                      | 1          | 0          | 0          | 0          | 16         | 65-й       |
| 2011    | IndyCar Series                        | Chip Ganassi Racing                      | 17         | 2          | 2          | 4          | 518        | 3-й        |
| 2011    | RSCS (класс DP)                       | Chip Ganassi Racing                      | 1          | 0          | 0          | 0          | 32         | 32-й       |
| 2012    | IndyCar Series                        | Chip Ganassi Racing                      | 15         | 2          | 1          | 0          | 435        | 3-й        |
| 2012    | RSCS (класс DP)                       | Chip Ganassi Racing                      | 2          | 0          | 0          | 0          | 56         | 26-й       |
| 2013    | IndyCar Series                        | Chip Ganassi Racing                      | 19         | 4          | 2          | 0          | 577        | 1-й        |
| 2013    | RSCS (класс DP)                       | Chip Ganassi Racing                      | 1          | 1          | 0          | 1          | 50         | 27-й       |
| 2014    | IndyCar Series                        | Chip Ganassi Racing                      | 18         | 2          | 1          | 3          | 604        | 3-й        |
| 2014    | USCC (класс прототипов)               | Chip Ganassi Racing                      | 3          | 0          | 0          | 0          | 81         | 26-й       |
| 2015    | IndyCar Series                        | Chip Ganassi Racing                      | 16         | 3          | 2          | 2          | 556        | 1-й        |
| 2015    | USCC (класс прототипов)               | Chip Ganassi Racing                      | 2          | 1          | 0          | 0          | 65         | 13-й       |
| 2016    | IndyCar Series                        | Chip Ganassi Racing                      | 16         | 2          | 2          | 3          | 477        | 6-й        |
| 2016    | WSCC (класс прототипов)               | Chip Ganassi Racing                      | 1          | 0          | 0          | 0          | 25         | 29-й       |
| 2016    | WSCC (класс GTLM)                     | Chip Ganassi Racing                      | 2          | 0          | 0          | 0          | 52         | 21-й       |
| 2016    | WEC (класс LMGTE Pro)                 | Chip Ganassi Racing                      | 1          | 0          | 0          | 0          | 0          | НК         |
| 2017    | IndyCar Series                        | Chip Ganassi Racing                      | 17         | 1          | 1          | 1          | 621        | 3-й        |
| 2017    | WSCC (класс GTLM)                     | Chip Ganassi Racing                      | 3          | 0          | 0          | 0          | 73         | 15-й       |
| 2017    | WEC (класс LMGTE Pro)                 | Chip Ganassi Racing                      | 1          | 0          | 0          | 0          | 0          | НК         |
| 2018    | IndyCar Series                        | Chip Ganassi Racing                      | 17         | 3          | 1          | 3          | 678        | 1-й        |
| 2018    | WSCC (класс GTLM)                     | Chip Ganassi Racing                      | 3          | 1          | 0          | 0          | 89         | 11-й       |
| 2018-19 | WEC (класс LMGTE Pro)                 | Chip Ganassi Racing                      | 2          | 0          | 0          | 0          | 0          | НК         |
| 2019    | IndyCar Series                        | Chip Ganassi Racing                      | 17         | 2          | 0          | 2          | 578        | 4-й        |
| 2019    | WSCC (класс GTLM)                     | Chip Ganassi Racing                      | 3          | 0          | 0          | 0          | 85         | 17-й       |
| 2020    | IndyCar Series                        | Chip Ganassi Racing                      | 14         | 4          | 0          | 2          | 537        | 1-й        |
| 2020    | WSCC (класс DPi)                      | Konica Minolta                           | 3          | 2          | 0          | 0          | 94         | 16-й       |
| 2020    | Intercontinental GT Challenge         | R-Motorsport                             | 1          | 0          | 0          | 0          | 0          | НК         |
| 2021    | IndyCar Series                        | Chip Ganassi Racing                      | 16         | 1          | 1          | 0          | 481        | 4-й        |
| 2021    | WSCC (класс DPi)                      | Chip Ganassi Racing                      | 2          | 0          | 0          | 0          | 574        | *13-й      |

* Сезон не завершен

### Indy Lights
| 1999 | Johansson | HMS 3 | LBH 2 | NZR 4 | MIL 15 | POR 11 | CLE 14 | TOR 18 | MIS 16 | DET 7 | CHI 1  | LS 2   | FON 16 | 88  | 5-й |
| 2000 | PacWest   | LBH 1 | MIL 1 | DET 4 | POR 11 | MIS 14 | CHI 1  | MDO 2  | VAN 1  | LS 1  | STL 15 | HOU 15 | FON 1  | 155 | 1-й |

Жирным выделен старт с поул-позиции.

### CART
| 2001 | PacWest | MTY 13 | LBH 19 | -     | NZR 1 | MOT 9 | MIL 3 | DET 22 | POR 7 | CLE 20 | TOR 5  | MIS 10 | CHI 4  | MDO 12 | ROA 4 | VAN 13 | LSZ 9  | ROC 22 | HOU 18 | LS 4  | SRF 15 | FON 17 | 98 | 8-й  |
| 2002 | PacWest | MTY 6  | LBH 18 | MOT 9 | -     | -     | -     | -      | -     | -      | -      | -      | -      | -      | -     | -      | -      | -      | -      | -     |        |        | 97 | 13-й |
| 2002 | Ganassi |        |        |       | MIL 6 | LS 6  | POR 7 | CHI 6  | TOR 5 | CLE 15 | VAN 16 | MDO 5  | ROA 17 | MTL 10 | DEN 2 | ROC 12 | MIA 18 | SRF 15 | FON 6  | MXC 7 |        |        | 97 | 13-й |

### IndyCar
| 2003 | Ganassi | HMS 1  | PHX 20 | MOT 15 | IND 17 | TXS 6  | PPI 1  | RIR 1  | KAN 6  | NSH 2  | MIS 5  | STL 15 | KTY 2  | NZR 16 | CHI 2  | FON 2  | TX2 2  |        |          |       | 1-й  | 507 |
| 2004 | Ganassi | HMS 18 | PHX 2  | MOT 5  | IND 8  | TXS 14 | RIR 8  | KAN 12 | NSH 8  | -      | MIS 7  | KTY 13 | PPI 20 | NZR 9  | CHI 7  | FON 8  | TX2 6  |        |          |       | 10-й | 355 |
| 2005 | Ganassi | HMS 16 | PHX 12 | STP 6  | MOT 21 | IND 24 | TXS 11 | RIR 22 | KAN 18 | NSH 6  | MIL 13 | MIS 19 | KTY 23 | PPI 16 | SNM 7  | CHI 19 | WGL 1  | FON 10 |          |       | 13-й | 321 |
| 2006 | Ganassi | HMS 5  | STP 2  | MOT 9  | IND 6  | WGL 1  | TXS 2  | RIR 11 | KAN 4  | NSH 1  | MIL 10 | MIS 16 | KTY 2  | SNM 4  | CHI 2  |        |        |        |          |       | 4-й  | 460 |
| 2007 | Ganassi | HMS 2  | STP 2  | MOT 4  | KAN 4  | IND 2  | MIL 4  | TXS 12 | IOW 10 | RIR 2  | WGL 1  | NSH 1  | MDO 1  | MIS 10 | KTY 2  | SNM 1  | DET 8  | CHI 2  |          |       | 2-й  | 624 |
| 2008 | Ganassi | HMS 1  | STP 22 | MOT 3  | -      | KAN 3  | IND 1  | MIL 2  | TXS 1  | IOW 4  | RIR 3  | WGL 11 | NSH 1  | MDO 3  | EDM 1  | KTY 1  | SNM 12 | DET 5  | CHI 2    |       | 1-й  | 646 |
| 2009 | Ganassi | STP 16 | LBH 15 | KAN 1  | IND 6  | MIL 1  | TXS 3  | IOW 5  | RIR 1  | WGL 3  | TOR 4  | EDM 3  | KTY 7  | MDO 1  | SNM 13 | CHI 2  | MOT 1  | HMS 3  |          |       | 2-й  | 605 |
| 2010 | Ganassi | SAO 6  | STP 18 | ALA 2  | LBH 4  | KAN 1  | IND 5  | TXS 4  | IOW 6  | WGL 8  | TOR 20 | EDM 1  | MDO 5  | SNM 2  | CHI 8  | KTY 7  | MOT 6  | HMS 1  |          |       | 3-й  | 547 |
| 2011 | Ganassi | STP 16 | ALA 2  | LBH 18 | SAO 12 | IND 5  | TX1 2  | TX2 2  | MIL 7  | IOW 3  | TOR 2  | EDM 23 | MDO 1  | NHM 3  | SNM 5  | BAL 5  | MOT 1  | KTY 3  | LVS Отм. |       | 3-й  | 518 |
| 2012 | Ganassi | STP 2  | ALA 2  | LBH 23 | SAO 17 | IND 2  | DET 1  | TXS 18 | MIL 11 | IOW 4  | TOR 25 | EDM 10 | MDO 1  | SNM 13 | BAL 4  | FON 3  |        |        |          |       | 3-й  | 435 |
| 2013 | Ganassi | STP 5  | ALA 2  | LBH 11 | SAO 18 | IND 14 | DE1 4  | DE2 4  | TXS 23 | MIL 6  | IOW 16 | POC 1  | TO1 1  | TO2 1  | MDO 7  | SNM 15 | BAL 19 | HO1 1  | HO2 2    | FON 5 | 1-й  | 577 |
| 2014 | Ganassi | STP 4  | LBH 12 | ALA 3  | IMS 15 | IND 29 | DE1 11 | DE2 4  | TXS 5  | HO1 19 | HO2 18 | POC 5  | IOW 4  | TO1 5  | TO2 7  | MDO 1  | MIL 4  | SNM 1  | FON 2    |       | 3-й  | 604 |
| 2015 | Ganassi | STP 15 | NLA 11 | LBH 1  | ALA 3  | IMS 10 | IND 4  | DE1 5  | DE2 20 | TXS 1  | TOR 8  | FON 6  | MIL 7  | IOW 18 | MDO 4  | POC 9  | SNM 1  |        |          |       | 1-й  | 556 |
| 2016 | Ganassi | STP 7  | PHX 1  | LBH 2  | ALA 10 | IMS 7  | IND 8  | DE1 19 | DE2 5  | ROA 22 | IOW 3  | TOR 8  | MDO 2  | POC 6  | TXS 19 | WGL 1  | SNM 17 |        |          |       | 6-й  | 477 |
| 2017 | Ganassi | STP 3  | LBH 4  | ALA 2  | PHX 5  | IMS 2  | IND 32 | DE1 2  | DE2 6  | TXS 9  | ROA 1  | IOW 8  | TOR 10 | MDO 9  | POC 6  | GTW 2  | WGL 2  | SNM 4  |          |       | 3-й  | 621 |
| 2018 | Ganassi | STP 6  | PHX 4  | LBH 11 | ALA 6  | IMS 2  | IND 4  | DE1 1  | DE2 4  | TXS 1  | ROA 3  | IOW 12 | TOR 1  | MDO 5  | POC 3  | GTW 3  | POR 5  | SNM 2  |          |       | 1-й  | 678 |
| 2019 | Ganassi | STP 2  | COA 13 | ALA 2  | LBH 3  | IMS 3  | IND 17 | DE1 22 | DE2 1  | TXS 17 | ROA 5  | TOR 2  | IOW 2  | MDO 1  | POC 3  | GTW 20 | POR 16 | LAG 3  |          |       | 4-й  | 578 |
| 2020 | Ganassi | TXS 1  | IMS 1  | ROA 1  | ROA 12 | IOW 2  | IOW 5  | IND 2  | GTW 1  | GTW 5  | MDO 10 | MDO 10 | IMS 9  | IMS 8  | STP 3  |        |        |        |          |       | 1-й  | 502 |
| 2021 | Ganassi | ALA 3  | STP 5  | TXS 1  | TXS 4  | IMS 9  | IND 17 | DE1 8  | DE2 7  | ROA 4  | MDO 5  | NSH 2  | IMS 17 | GTW 19 | POR 3  | LAG 13 | LBH 3  |        |          |       | 4-й  | 481 |

Жирным выделен старт с поул-позиции. Курсивом — гонка, где показан быстрейший круг.

### Результаты в Indy 500
| Год  | Шасси   | Мотор     | СП | ФП | Команда |
| ---- | ------- | --------- | -- | -- | ------- |
| 2003 | Panoz   | Toyota    | 4  | 17 | Ganassi |
| 2004 | Panoz   | Toyota    | 13 | 8  | Ganassi |
| 2005 | Panoz   | Toyota    | 13 | 24 | Ganassi |
| 2006 | Dallara | Honda     | 4  | 6  | Ganassi |
| 2007 | Dallara | Honda     | 4  | 2  | Ganassi |
| 2008 | Dallara | Honda     | 1  | 1  | Ganassi |
| 2009 | Dallara | Honda     | 5  | 6  | Ganassi |
| 2010 | Dallara | Honda     | 6  | 5  | Ganassi |
| 2011 | Dallara | Honda     | 2  | 5  | Ganassi |
| 2012 | Dallara | Honda     | 15 | 2  | Ganassi |
| 2013 | Dallara | Honda     | 16 | 14 | Ganassi |
| 2014 | Dallara | Chevrolet | 11 | 29 | Ganassi |
| 2015 | Dallara | Chevrolet | 1  | 4  | Ganassi |
| 2016 | Dallara | Chevrolet | 13 | 8  | Ganassi |
| 2017 | Dallara | Honda     | 1  | 32 | Ganassi |
| 2018 | Dallara | Honda     | 9  | 3  | Ganassi |
| 2019 | Dallara | Honda     | 18 | 17 | Ganassi |
| 2020 | Dallara | Honda     | 2  | 2  | Ganassi |
| 2021 | Dallara | Honda     | 1  | 17 | Ganassi |

### Сводная статистика в гонках «чампкаров»
| Сезоны | Команды | Старты | ПП | Победы | Подиумы | Top10 | Победы в Indy 500 | Титулы |
| ------ | ------- | ------ | -- | ------ | ------- | ----- | ----------------- | ------ |
| 21     | 2       | 350    | 27 | 51     | 126     | 254   | 1                 | 5      |

### 24 часа Дейтоны
| Год  | Класс | №  | Команда             | Напарники                                           | Машина      | Круги | ОП   | КП   |
| ---- | ----- | -- | ------------------- | --------------------------------------------------- | ----------- | ----- | ---- | ---- |
| 2004 | DP    | 01 | Chip Ganassi Racing | Джимми Моралес Макс Папис Скотт Пруэтт              | Riley-Lexus | 502   | 10-й | 6-й  |
| 2005 | DP    | 03 | Chip Ganassi Racing | Кейси Мирз Даррен Мэннинг                           | Riley-Lexus | 694   | 6-й  | 6-й  |
| 2006 | DP    | 02 | Chip Ganassi Racing | Кейси Мирз Дэн Уэлдон                               | Riley-Lexus | 734   | 1-й  | 1-й  |
| 2007 | DP    | 02 | Chip Ganassi Racing | Мемо Рохас Дэн Уэлдон                               | Riley-Lexus | 538   | 41-й | 21-й |
| 2008 | DP    | 02 | Chip Ganassi Racing | Сальвадор Дуран Алекс Ллойд Дэн Уэлдон              | Riley-Lexus | 515   | 44-й | 18-й |
| 2009 | DP    | 02 | Chip Ganassi Racing | Алекс Ллойд Дарио Франкитти                         | Riley-Lexus | 731   | 5-й  | 5-й  |
| 2010 | DP    | 02 | Chip Ganassi Racing | Джейми Макмюррей Хуан Пабло Монтойя Дарио Франкитти | Riley-BMW   | 249   | 37-й | 15-й |
| 2011 | DP    | 02 | Chip Ganassi Racing | Джейми Макмюррей Хуан Пабло Монтойя Дарио Франкитти | Riley-BMW   | 721   | 2-й  | 2-й  |
| 2012 | DP    | 02 | Chip Ganassi Racing | Джейми Макмюррей Хуан Пабло Монтойя Дарио Франкитти | Riley-BMW   | 760   | 4-й  | 4-й  |
| 2013 | DP    | 02 | Chip Ganassi Racing | Джейми Макмюррей Дарио Франкитти Джоуи Хенд         | Riley-BMW   | 549   | 37-й | 11-й |
| 2014 | P     | 02 | Chip Ganassi Racing | Тони Канаан Марино Франкитти Кайл Ларсон            | Riley-Ford  | 667   | 15-й | 8-й  |
| 2015 | P     | 02 | Chip Ganassi Racing | Тони Канаан Кайл Ларсон Джейми Макмюррей            | Riley-Ford  | 740   | 1-й  | 1-й  |
| 2016 | P     | 67 | Chip Ganassi Racing | Тони Канаан Кайл Ларсон Джейми Макмюррей            | Riley-Ford  | 708   | 13-й | 7-й  |
| 2017 | GTLM  | 67 | Chip Ganassi Racing | Райан Бриско Ричард Уэстбрук                        | Ford GT     | 624   | 27-й | 10-й |
| 2018 | GTLM  | 67 | Chip Ganassi Racing | Райан Бриско Ричард Уэстбрук                        | Ford GT     | 783   | 11-й | 1-й  |
| 2019 | GTLM  | 67 | Chip Ganassi Racing | Райан Бриско Ричард Уэстбрук                        | Ford GT     | 570   | 13-й | 14-й |
| 2020 | DPi   | 10 | Konica Minolta      | Райан Бриско Камуи Кобаяси Ренгер ван дер Занде     | Cadillac    | 833   | 1-й  | 1-й  |
| 2021 | DPi   | 01 | Chip Ganassi Racing | Ренгер ван дер Занде Кевин Магнуссен                | Cadillac    | 807   | 5-й  | 5-й  |

### 24 часа Ле-Мана
| Год  | Класс   | №  | Команда             | Напарники                    | Машина  | Круги | ОП   | КП   |
| ---- | ------- | -- | ------------------- | ---------------------------- | ------- | ----- | ---- | ---- |
| 2016 | GTE Pro | 69 | Chip Ganassi Racing | Райан Бриско Ричард Уэстбрук | Ford GT | 340   | 20-й | 3-й  |
| 2017 | GTE Pro | 69 | Chip Ganassi Racing | Райан Бриско Ричард Уэстбрук | Ford GT | 337   | 23-й | 7-й  |
| 2018 | GTE Pro | 69 | Chip Ganassi Racing | Райан Бриско Ричард Уэстбрук | Ford GT | 309   | 39-й | 14-й |
| 2019 | GTE Pro | 69 | Chip Ganassi Racing | Райан Бриско Ричард Уэстбрук | Ford GT | 341   | 24-й | 5-й  |

### 12 часов Батерста
| Год  | Класс   | №  | Команда      | Напарники              | Машина                       | Круги | ОП   | КП  |
| ---- | ------- | -- | ------------ | ---------------------- | ---------------------------- | ----- | ---- | --- |
| 2020 | GT3 Pro | 76 | R-Motorsport | Рик Келли Джейк Деннис | Aston Martin Vantage AMR GT3 | 308   | 16-й | 9-й |